# Eugen M. Dombois
Eugen M. Dombois (eigentlich Eugen Müller, * 15. November 1931 in Gadderbaum-Bethel, heute Bielefeld; † 9. Mai 2014 in der Nähe von Basel) war ein deutsch-schweizerischer Lautenist.

## Leben
Eugen Dombois wurde als Sohn des Pädagogen Georg Müller geboren. Er studierte zunächst Lehramt Deutsch und Musik, anschließend von 1955 bis 1958 Laute und Gitarre bei Walter Gerwig in Köln. Anschließend wurde er Dozent an der Nordwestdeutschen Musikakademie Detmold und gleichzeitig erfolgreich als konzertierender Künstler. Nach Beendigung seiner aktiven Musikerlaufbahn ging er auf Vorschlag von Paul Sacher 1962 an die Schola Cantorum Basiliensis. Dort gehörten unter anderem Jürgen Hübscher, Paul O’Dette, Rolf Lislevand, Hopkinson Smith, Christina Pluhar und der deutsche Lautenist und Pädagoge Stefan Lundgren zu seinen Studenten.